# Градић Пејтон (филм)
Градић Пејтон (енгл. Peyton Place) је америчка филмска драма снимљена 1957. године са Ланом Тарнер у главној улози, а по роману Грејс Металијус, који је 1964. још једно екранизован у виду серије, у којој је у главној улози била Мија Фароу. Градић Пејтон, најпознатији филм Тарнерове, номинован је за девет Оскара, у категоријама: најбољи филм, најбољи редитељ, најбоља главна глумица, најбоља камера, најбољи сценарио, два пута за најбољу споредну глумицу и два пута за најбољег глумца у споредној улози, али није добио ниједног. Филм је остварио изузетан успех на благајнама и покренуо бројна питања која се тичу ванбрачне деце, убиства из самоодбране, самоубиства, инцеста и ступања у сексуални однос пре брака. Занимљив је податак да је Католичка лига оценила да је филм пристојан и да не представља опасност по морално здравље друштва.

## Радња
Мали, али прогресивни град Пејтон, место је многобројних љубавних тајни и великих скандала који се настоје сакрити. Некадашња највећа градска лепотица сада живи са својом ћерком, без мужа, који је, како она тврди, умро пре петнаест година. Њена кућна помоћница не крије проблеме које носи из сопствене куће: велико сиромаштво, муж-алкохоличар, који пребија сина и прети да напаствује кћерку. У свечаној атмосфери и звуцима фанфара, на Дан рада, непосредно након завршетка Другог светског рата, главни протагонисти урадиће ствари које ће заувек променити њихове животе, али и судбину варошице у којој су осуђени да живе.

## Улоге
| Глумац        | Улога                 |
| ------------- | --------------------- |
| Лана Тарнер   | Констанс Кони Макензи |
| Дајен Варси   | Алисон Макензи        |
| Хоуп Ленг     | Селина Крос           |
| Ли Филипс     | Мајкл Роси            |
| Артур Кенеди  | Лукас Крос            |
| Лојд Нолан    | др Метју Свејн        |
| Рас Тамблин   | Норман Пејџ           |
| Тери Мур      | Бети Андерсон         |
| Дејвид Нелсон | Тед Картер            |
| Бари Коу      | Родни Харингтон       |
| Леон Ејмз     | Лезли Харингтон       |
| Бети Филд     | Нели Крос             |
| Милдред Данок | Елси Торнтон          |
| Пег Хилијас   | Марион Партриџ        |